# Harry Engau
Harry Engau (* 21. September 1925) ist ein ehemaliger deutscher Fußballspieler, der 1949/50 in der DDR-Oberliga, der höchsten Spielklasse im DDR-Fußball, für die BSG Gera Süd spielte.

## Sportliche Laufbahn
In der 1949 erstmals ausgetragenen Ostzonen-Fußball-Liga, der späteren DDR-Oberliga, gehörte auch die Betriebssportgemeinschaft (BSG) Gera Süd zum Teilnehmerfeld. Zum Geraer 20-köpfigen Aufgebot für die Saison 1949/50 zählte der 24-jährige Harry Engau. Zu Beginn der Saison konnte sich Engau Hoffnungen auf einen Stammplatz machen, denn Trainer Erich Dietel setzte ihn bis zum 7. Spieltag regelmäßig als Stürmer ein, der auch bereits am 1. Spieltag ein Tor erzielte. Während seines siebten Einsatzes verletzte sich Engau jedoch so schwer, dass er für den Rest der Hinrunde ausfiel. In der Rückrunde bestritt er noch einmal die ersten drei Oberligaspiele, schied danach aber endgültig aus dem Spielbetrieb aus. Auch später tauchte er nicht mehr im landesweiten Fußballgeschehen auf. 